# لونتسناو
شهر لونتسناو (به آلمانی: Lunzenau) در ایالت زاکسن در کشور آلمان واقع شده‌است.